# Кудашев, Владимир Николаевич
Владимир Николаевич (Эльбуздуко Канаметович) Кудашев (1863, Докшоково, Терская область — 25 января 1945) — коллежский советник, меценат, просветитель, этнограф.

## Биография
В 1880 году окончил Нальчикскую горскую школу. Сдав экзамены во Владикавказскую классическую гимназию, занялся аптекарской практикой. В Харькове получил звание аптекарского помощника, затем работал в одной из петербургских аптек. В качестве вольнослушателя посещал лекции медицинского факультета Московского университета, где в 1890 году сдал экзамены на степень провизора.
В 1894 году в связи с женитьбой принял православие. Проживал в Киеве, где состоял членом «Клуба русских националистов». В 1914 году вернулся в Кабарду.
В 1919 году вступил в ряды Добровольческой белой армии. В марте 1920 году эмигрировал на запад. Первоначально проживал в Болгарии, а затем во Франции и Италии. Умер 25 января 1945 года.

### Семья
Жена (с 1894) — Анна Елисеевна Кудашева (в девичестве Коченовская), дочь полковника русской армии.
Сын — Али.
Потомки В. Н. Кудашева ныне проживают в Германии и Канаде.

## Научная деятельность
Проявил большой интерес к истории своего народа. Кудашев выступал как крупный историк, написав обобщающий труд «Исторические сведения о кабардинском народе» (Историческія свѣдѣнія о Кабардинском народѣ). Это работа была издана в Киеве в 1913 году, к 300-летнему юбилею царской династии Романовых.
Освещал важные проблемы: этногенез кабардинцев, их общественный и политический строй, присоединение Кабарды к России и его значение, отмена крепостного права и т.д. До эмиграции, был активным деятелем просветительного движения Нальчикского округа.